# Joan Gamper
Joan Gamper (znany również jako Joan Kamper, Hans Gamper oraz Hans Kamper), (ur. 22 listopada 1877 w Winterthur, zm. 30 lipca 1930 w Barcelonie) – szwajcarski pionier piłki nożnej, jeden z pierwszych piłkarzy i działaczy. Założył oraz sponsorował wiele klubów piłkarskich w Szwajcarii i Hiszpanii, m.in. FC Barcelonę.

## Życiorys

### Dzieciństwo i młodość
Urodził się jako Hans-Max Gamper Haessig. W młodości łączył naukę ze sportem: był lekkoatletą, rugbistą, pływakiem i kolarzem. Najbardziej interesował się jednak piłką nożną. W swoim rodzinnym mieście Zurychu, założył Excelsor, następnie grał dla FC Basel oraz FC Zürich. W wieku 18 lat opuścił Szwajcarię i zamieszkał we Francji, w Lyonie.

### Powstanie FC Barcelona
W 1899 roku, w czasie wizyty u wuja, Emila Gaisserta, mieszkającego w Barcelonie, Gamper został przekonany do osiedlenia się w stolicy Katalonii, gdzie kontynuował swoją karierę piłkarską. Wraz z grupą kilku znajomych, postanowił założyć jeden z pierwszych klubów piłkarskich w Hiszpanii. 29 listopada 1899 roku powstała Barcelona Football Club. Po 9 latach Gamper objął urząd prezesa klubu, jego kadencja rozpoczęła się po rezygnacji ze stanowiska trenera Vicenç Reiga po 22 dniach pracy. Sytuacja klubu była trudna pod względem finansowym, sportowym i społecznym, w związku z czym Barça była bardzo blisko rozwiązania. W reakcji na odezwę zawodników, Gamper postanowił odbudować zespół przy pomocy zarządu. Jedną z jego idei było sprowadzenie z powrotem byłych członków klubu: w efekcie było ich ponad dwustu. Powstał zespół, który w sezonie 1908-1909 zdobył Mistrzostwo Katalonii. Ostatnim osiągnięciem Gampera podczas pierwszej kadencji był zakup terenów od Carrer Indústria i wybudowanie własnego stadionu.

### Konflikt z Hiszpańską i Katalońską Federacją piłkarską
14 października 1909 roku, po 322 dniach kierowania klubem, Gamper zakończył kadencję, lecz zdecydował się na pozostanie w zarządzie. 17 listopada 1910 roku, podczas zebrania zarządu, jego członkowie wybrali Gampera ponownie na prezesa klubu. Jego druga kadencja trwała do 30 czerwca 1913 roku. Podczas sezonu 1910-1911 Gamper musiał nie tylko zmagać się z wewnętrznymi problemami Barcelony, lecz także z niechęcią hiszpańskiej federacji piłkarskiej do katalońskiego klubu. Następny sezon był także bardzo kontrowersyjny, a podczas posiedzenia zarządu, Gamper był znów bliski ustąpienia ze stanowiska prezesa FC Barcelona, na co się jednak nie zdecydował. Zespół zdobył Mistrzostwo Hiszpanii oraz Puchar Pirenejów. W latach 1912–1913 konflikt z Hiszpańską i Katalońską Federacją osiągnęły szczyt: zniewagi ze strony obu Federacji zmusiły FC Barcelonę do opuszczenia związku. W efekcie pod koniec sezonu Gamper, zmęczony ciągłymi sporami ze Związkiem, zrezygnował z prezesury, lecz nie na długo. 17 czerwca 1917 roku Gamper jeszcze raz objął fotel prezesa w celu zrekonstruowania klubu. Od razu zdecydował się na pozyskanie Anglika, Jacka Greenwella, pierwszego profesjonalnego menadżera FC Barcelona.

### Czwarta kadencja
Dwa lata później, 17 lipca 1921 roku, założyciel Gamper zostaje prezesem Barcelony po raz czwarty. 20 maja 1920 roku do użytku został oddany nowy stadion w Les Corts. Sezon 1921-1922 zapisał się w historii: Barça zdobyła mistrzostwa Hiszpanii i Katalonii. Sytuacja finansowa klubu poprawiła się. Z końcem sezonu 1922-1923 Barça miała już ponad 10 tys. zwolenników. Po 742 dniach prezesury, Gamper ponownie opuścił urząd. 1 czerwca 1924 roku, tuż przed świętowaniem Srebrnej Rocznicy, Gamper po raz ostatni objął urząd prezesa. Prezesura Gampera złagodziła konflikty wewnątrz klubu, a świętowanie rocznicy przebiegło bez problemów. 17 grudnia 1925 roku Gamper wraz z całym zarządem zostali odsunięci od klubu przez dyktatora Primo de Riverę. Obraźliwe zachowania ze strony kibiców Barcelony pod adresem królewskiej parady tuż przed meczem zakończyły się zamknięciem stadionu w Les Corts. Po tych incydentach Hans Gamper ostatecznie pożegnał się z prezesurą.
Gamper popełnił samobójstwo 30 lipca 1930 roku w wieku 52 lat, w swoim barcelońskim domu. Na jego pogrzeb przyszły tłumy fanów FC Barcelony. Został pochowany na cmentarzu znajdującym się na wzgórzu Montjuïc. 

## Kadencje prezesa FC Barcelona
- 1908-1909
- 1910-1913
- 1917-1919
- 1921-1923
- 1924-1925

## Upamiętnienie
W 1966 z inicjatywy prezesa FC Barcelony Enrica Llaudeta powstał turniej Trofeu Joan Gamper, który jest hołdem złożonym Gamperowi. W celu uczczenia jego pamięci, FC Barcelona przyznała mu w 2009 roku numer "1" jego karty członkowskiej socio. W Barcelonie, w dystrykcie Les Corts, znajduje się ulica jego imienia,  oddalona o niecałe dwa kilometry od stadionu Camp Nou.